# Mauro Briano
Mauro Briano (Carmagnola, 8 marzo 1975) è un dirigente sportivo ed ex calciatore italiano, di ruolo centrocampista, attuale responsabile del settore giovanile del Bra.

## Carriera

### Giocatore

Briano al Savoia nel 1999

Centrocampista centrale, cresce nelle giovanili del Torino, squadra con cui, nel ruolo di libero e con la fascia di capitano, vince un Torneo di Viareggio. Fa il suo esordio in Serie A il 23 aprile 1995 in Milan-Torino 5-1 (giocata sul campo neutro di Bologna), entrando al posto di Paolo Cristallini.
Dall'anno successivo inizia il suo giro per l'Italia: disputa 5 campionati di Serie C1, 2 di C2 e 7 di B, giocando con Gualdo, Foggia, Reggina (con cui conquista la promozione in A nella stagione 1998-99), Savoia, Monza, Lecco e Catanzaro (squadra con la quale conquista la serie B nel 2004).
Nel gennaio del 2005 passa alla Triestina, con cui trascorre due stagioni e mezza da titolare in Serie B. Nell'estate del 2007 si trasferisce alla Lucchese e, dopo il fallimento della società, l'anno successivo viene ingaggiato dall'Alessandria, in Seconda Divisione.
Dopo due campionati con i grigi viene ingaggiato dal Savona sempre in Lega Pro Seconda Divisione.
Dopo molte stagioni nei professionisti, nel 2011 passa al Bra in Eccellenza. Nella stessa annata vince il campionato, riportando la squadra in Serie D dopo 11 anni. Nella stagione 2012-2013 diventa capitano del Bra, e il 28 aprile 2013 conquista con i giallorossi la promozione in Lega Pro Seconda Divisione.
Nel 2014 passa alla Cheraschese in Eccellenza.
Ha totalizzato 2 presenze in Serie A e 168 presenze, con 2 reti, in Serie B.

### Allenatore
Nel 2015 termina la carriera da calciatore e comincia quella da allenatore, nelle giovanili della  Juventus, dove rimarrà fino al termine della stagione 2017/2018.
Il 12 Agosto 2018 viene annunciato come nuovo allenatore della Berretti del Cuneo. Il 6 Ottobre 2018 viene esonerato poco prima dell'inizio della gara d'esordio in campionato con il Pisa.
Il 7 luglio 2019, ottiene l’incarico Di collaboratore tecnico a fianco di Mister Michele Marcolini alla guida del Chievo Verona che milita nel campionato di serie B, rimanendo in carica fino all'esonero del mister datato 1º marzo 2020.
Il 3 luglio 2021 viene nominato allenatore del Saluzzo in Serie D. Realizzando solamente 18 punti in stagione arriva la retrocessione in Eccellenza.

### Dirigente
Il 9 giugno 2022 diventa il nuovo responsabile del settore giovanile del Bra, tornando così in giallorosso dopo i trascorsi da calciatore tra il 2011 e il 2014.

## Palmarès

### Giocatore

#### Club

##### Competizioni regionali
- Eccellenza: 1

Bra: 2011-2012

##### Competizioni nazionali
- Serie C1: 1

Catanzaro: 2003-2004
- Serie D: 1

Bra: 2012-2013